# Nici Sterling
Nici Sterling (Surrey, Inglaterra; 17 de enero de 1968) es una actriz pornográfica británica.
Después de sus apariciones como una "Readers Wife" en revistas para adultos británicas, Sterling comenzó su carrera profesional como modelo en Inglaterra donde trabajó como modelo de topless y desnudos, principalmente apareciendo en el periódico Daily Sport. Fue en esta época cuando Sterling hizo su debut en el mundo de la pornografía hardcore. Cuando el Daily Sport organizó una competición entre sus lectores, en la que 10 de ellos podían ganar la oportunidad de participar en una orgía sexual con Sterling, que sería grabada para posteriormente ser vendida como una película porno. Tras este debut, se mudó a los Estados Unidos a mediados de los 1990 para trabajar en la industria del porno. Sterling ha aparecido en numerosos vídeos.
Ella no ha realizado ningún trabajo recientemente, y está concentrada en el cuidado de su familia. En 2007, fue admitida en el AVN Hall of Fame. Sterling se considera a sí misma bisexual, desde que era adolescente ya mantenía relaciones con otras mujeres.
Nici Sterling está considerada como uno de los mejor explorados talentos del porno de los 1990, formando parte de numerosas gangbangs y habiendo colaborado en gran cantidad de películas porno.